# Ulica Melchiora Wańkowicza w Krakowie

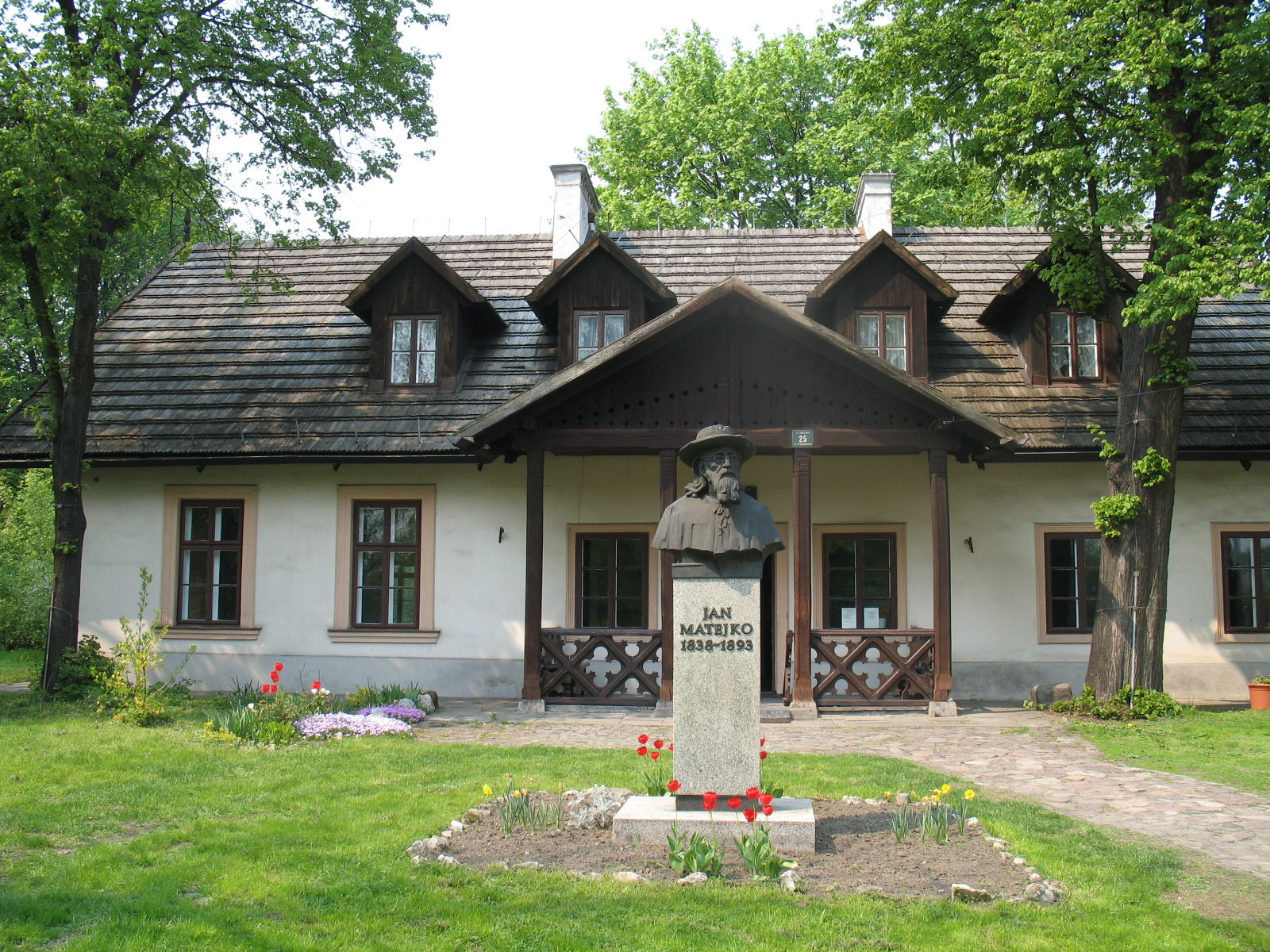
Dworek Jana Matejki

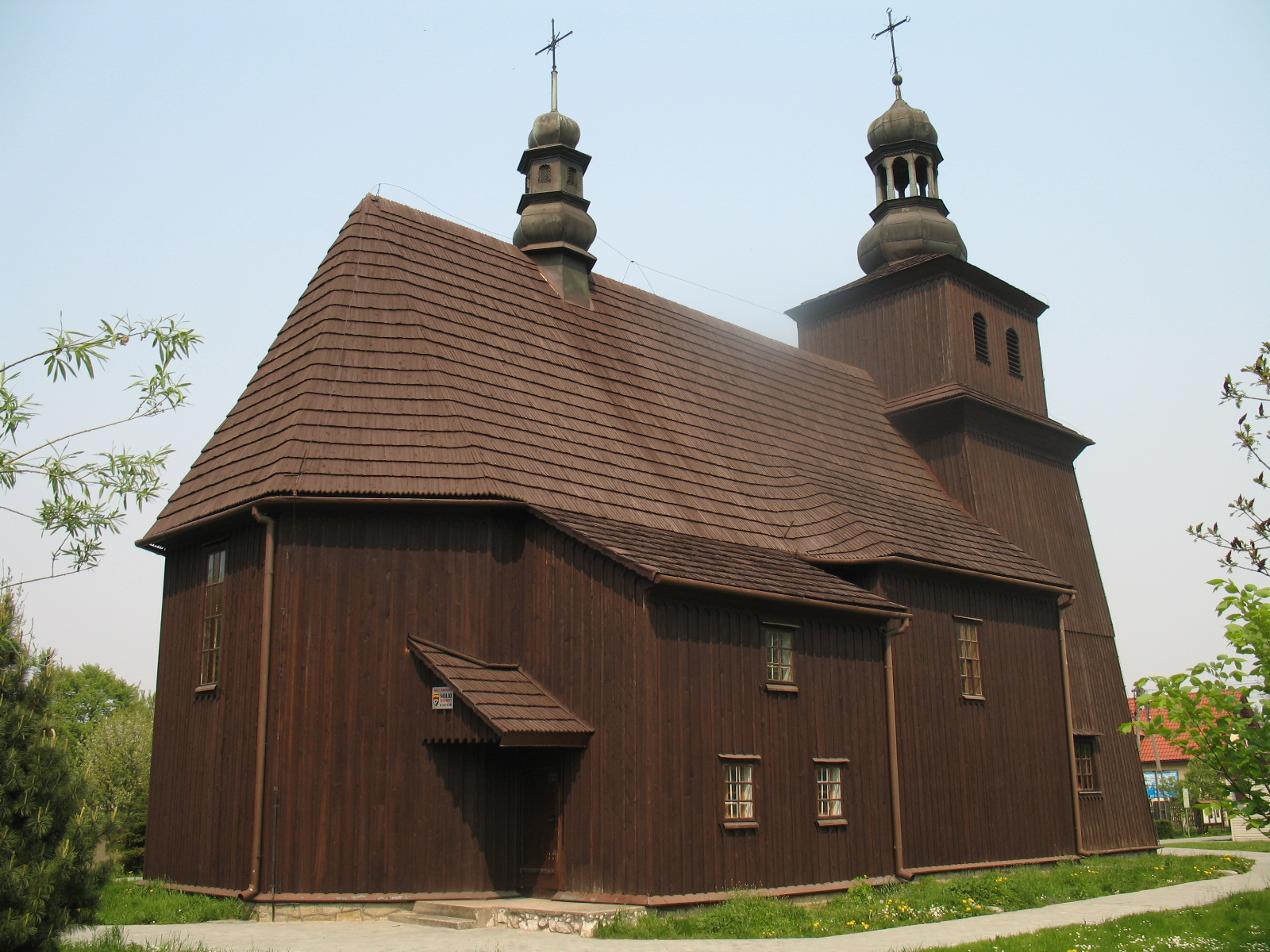
Drewniany kościół św. Jana Chrzciciela

Ulica Melchiora Wańkowicza – zabytkowa ulica położona w Krakowie w dzielnicy XVII Wzgórza Krzesławickie – części Nowej Huty. W przeszłości stanowiła centrum wsi Krzesławice.
Ulica istniała już w XVIII wieku jako polna droga biegnąca z Mogiły na Wzgórza Krzesławickie. Do 1962 r. była bezimienna, choć nazywano ją potocznie Na Wzgórza lub Przy Dworze. Od ok. 1962 r. do połowy 1991 patronem ulicy był Leon Kruczkowski. Zmiana nazwy ulicy została dokonana przez Radę Miasta Krakowa w ramach dekomunizacji. Wybór nowego patrona był wyrazem wdzięczności lokalnej społeczności dla fundacji rodziny Wańkowiczów za podarowanie do tutejszego drewnianego kościółka malowideł i obrazów.

## Ważne obiekty
Wzdłuż ulicy znajduje się wiele zabytkowych obiektów pochodzących głównie z XIX wieku.
- Dworek Jana Matejki w Krzesławicach (Wańkowicza 25)
- Kościół św. Jana Chrzciciela (Wańkowicza 19)
- Młodzieżowy Ośrodek Kultury „Klub Krzesławice” (Wańkowicza 17)
- Pomnik Rozstrzelanych w Krzesławicach
- Żelazny krucyfiks kapliczny z 1839 r.
- Kapliczka Matki Boskiej (ok. 1870)